# Hemusit
Hemusit ist ein sehr selten vorkommendes Mineral aus der Mineralklasse der „Sulfide und Sulfosalze“ mit der chemischen Zusammensetzung Cu6SnMoS8 und damit chemisch gesehen ein Kupfer-Zinn-Molybdän-Sulfid.
Hemusit kristallisiert im kubischen Kristallsystem und bildet runde Körner oder unregelmäßig geformte Aggregate von bis zu 0,05 mm Größe.

## Etymologie und Geschichte
Entdeckt wurde Hemusit zuerst in der Gold-Kupfer-Grube Chelopech nahe dem gleichnamigen Ort etwa 45 km östlich von Sofia in Bulgarien. Erstmals erwähnt wurde das Mineral bereits 1965 durch G. I. Terziev. Bei der 1968 erfolgten Publikation der New Mineral Names im Fachmagazin American Mineralogist stehen allerdings noch keine Daten über die Eigenschaften des Minerals zur Verfügung. Nur die chemische Zusammensetzung wird mit Cu2SnS4 angegeben.
Eine Prüfung des Minerals durch die Commission on new Minerals, Nomenclature and Classification (CNMNC) der International Mineralogical Association wird 1968 durchgeführt (interne Eingangs-Nr. der IMA: 1968-038) und Hemusit als eigenständige Mineralart anerkannt. Die Publikation der kompletten Erstbeschreibung durch G. I. Terziev einschließlich der jetzt korrekten Formel Cu6SnMoS8 folgt drei Jahre später ebenfalls im Fachmagazin American Mineralogist. Der von Terziev gewählte Name bezieht sich auf den alten Namen des Balkangebirges Hemus, in dem der Fundort liegt.

## Klassifikation
In der veralteten 8. Auflage der Mineralsystematik nach Karl Hugo Strunz ist Hemusit noch nicht eingeordnet. Strunz erwähnt allerdings den Mineralnamen im Namensregister seiner Publikation der Systematik in der 6., korrigierten Auflage von 1977 (bzw. Nachdruck in der 8. Auflage) zusammen mit einem Hinweis auf den Erstbeschreiber (Terziev 1965) und der „angeblichen“ Formel Cu2SnS4.
Im Lapis-Mineralienverzeichnis nach Stefan Weiß, das sich aus Rücksicht auf private Sammler und institutionelle Sammlungen noch nach dieser alten Form der Systematik von Karl Hugo Strunz richtet, erhielt das Mineral die System- und Mineral-Nr. II/C.09-10. In der „Lapis-Systematik“ entspricht dies der Klasse der „Sulfide und Sulfosalze“ und dort der Abteilung „Sulfide mit [dem Stoffmengenverhältnis] Metall : S,Se,Te ≈ 1 : 1“, wo Hemusit zusammen mit Catamarcait und Kiddcreekit eine eigenständige, aber unbenannte Gruppe bildet (Stand 2018).
Die seit 2001 gültige und von der International Mineralogical Association (IMA) bis 2009 aktualisierte 9. Auflage der Strunz’schen Mineralsystematik ordnet den Hemusit dagegen in die Abteilung der „Metallsulfide, M : S = 1 : 1 (und ähnliche)“ ein. Diese ist zudem weiter unterteilt nach den in der Verbindung vorherrschenden Metallen, so dass das Mineral entsprechend seiner Zusammensetzung in der Unterabteilung „mit Zink (Zn), Eisen (Fe), Kupfer (Cu), Silber (Ag) usw.“ zu finden ist, wo es als Namensgeber die „Hemusitgruppe“ mit der System-Nr. 2.CB.35a und den weiteren Mitgliedern Catamarcait, Kiddcreekit, Morozeviczit, Polkovicit, Renierit und Vinciennit bildet.
Auch die vorwiegend im englischen Sprachraum gebräuchliche Systematik der Minerale nach Dana ordnet den Hemusit in die Klasse der „Sulfide und Sulfosalze“ und dort in die Abteilung der „Sulfidminerale“ ein. Hier ist er zusammen mit Kiddcreekit in der unbenannten Gruppe 02.09.06 innerhalb der Unterabteilung „Sulfide – einschließlich Selenide und Telluride – mit der Zusammensetzung AmBnXp, mit (m+n) : p = 1 : 1“ zu finden.

## Kristallstruktur
Hemusit kristallisiert im kubischen Kristallsystem in der Raumgruppe Fm3m (Raumgruppen-Nr. 225), F432 (Nr. 209) oder F43m (Nr. 216) mit dem Gitterparameter a = 10,82 Å sowie vier Formeleinheiten pro Elementarzelle.

## Bildung und Fundorte
Hemusit bildet sich hydrothermal. Es ist vergesellschaftet mit Enargit, Luzonit, Colusit, Stannoidit, Renierit, Tennantit, Chalkopyrit und Pyrit.
Vom sehr seltenen Mineral sind nur fünf Fundorte (Stand Oktober 2010) bekannt. Neben der Typlokalität fand man Hemusit in Shimoda und Iriki in Japan, der Kamtschatka-Halbinsel in Russland und Kochbulak in Usbekistan.